# Partido Socialista Popular (España)
El Partido Socialista Popular (PSP), originalmente fundado como Partido Socialista del Interior (PSI), fue un partido político español de ideología socialista, liderado por Enrique Tierno Galván. A pesar de que logró obtener algunos escaños en las elecciones de 1977, al año siguiente se integró en el PSOE.

## Historia
Fue fundado en ambientes universitarios en 1968 con el nombre de «Partido Socialista en el Interior» (PSI), adoptando su nombre definitivo en 1974. Desde sus inicios la formación se definió como marxista. Los cuadros del PSP estaban formados principalmente por intelectuales y profesionales, y su liderazgo era ejercido tanto por el profesor universitario Enrique Tierno Galván como por su ayudante, Raúl Morodo. En el año 1974, el PSP se unió a la Junta Democrática, una coalición de fuerzas políticas y sociales de oposición a la dictadura franquista.
El PSP se presentó a las elecciones generales del 15 de junio de 1977 en coalición con varios partidos integrantes de la Federación de Partidos Socialistas bajo la denominación Unidad Socialista (US).

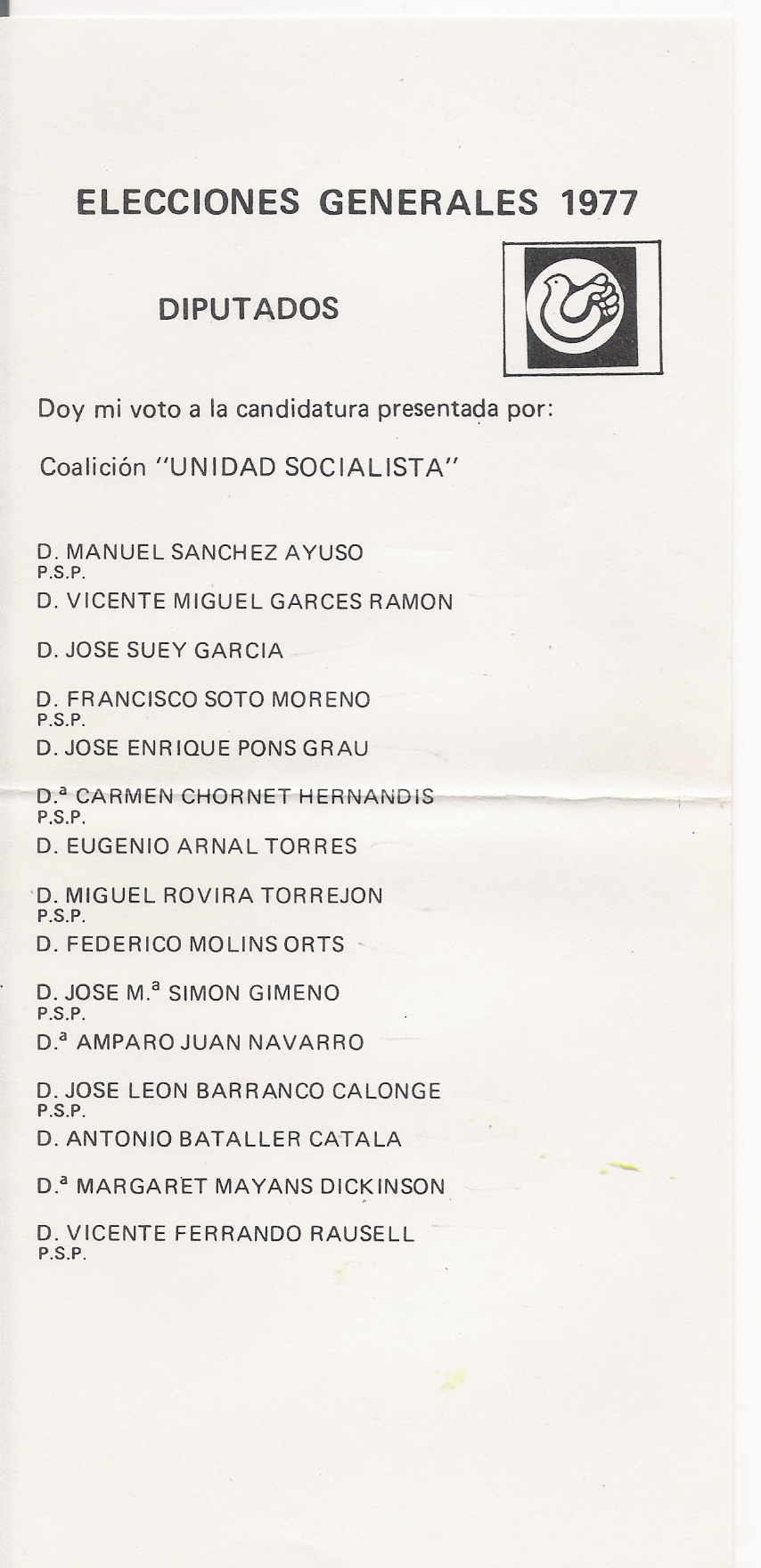
Papeleta electoral de Unidad Socialista, de Valencia 1977

La coalición obtuvo 816 582 votos (4,46 %) y 6 diputados, de los que cinco pertenecían al PSP (tres por Madrid, uno por Cádiz y otro por Valencia). El diputado restante se obtuvo por Zaragoza y correspondió al candidato del Partido Socialista de Aragón (PSA), de ideología aragonesista y de izquierdas. En el Senado, obtuvo cuatro senadores: dos bajo las siglas del PSP-US o US (en Madrid y Alicante) y otros dos en coaliciones de izquierda en las que participaba el PSOE (por Cádiz y Almería). Dada la exigüidad de la representación parlamentaria, los cinco diputados del PSP pasaron al grupo mixto, junto con el diputado del PSA. Los cuatro senadores del PSP se integraron en el grupo parlamentario Progresistas y Socialistas Independientes.
En febrero de 1978 el PSP decidió integrarse en el Partido Socialista Obrero Español, hecho que finalmente se produjo en mayo de 1978. Esto fue el final del PSP. Cuatro de los cinco diputados se integraron en el grupo parlamentario socialista, en tanto que el quinto, Raúl Morodo, permaneció en el mixto. Del mismo modo, solo dos de los senadores del PSP se integraron en el grupo socialista. En las elecciones municipales de 1979, Enrique Tierno Galván fue el cabeza de lista del PSOE al ayuntamiento de Madrid: aunque no fue el candidato más votado, el apoyo del PCE (con cuyos concejales obtenía mayoría absoluta) le permitió ser el primer alcalde democrático de Madrid tras la muerte de Franco.
Cabe destacar que el primer presidente de Asturias, Pedro de Silva, era miembro del Partido Socialista Popular de Asturias (PSPA): Silva, que lideraba un PSPA integrado en el PSOE, fue elegido en las elecciones generales de 1982, obteniendo su escaño por Asturias, escaño que abandonó para poder presentarse a la presidencia asturiana, consiguiendo ser presidente en 1983.
Otros miembros destacados o que posteriormente alcanzaron relevancia fueron José Bono, Francisco Sosa Wagner, Pablo Lucas Verdú, Paz Fernández Felgueroso, José López Orozco, José Blanco, Miquel Iceta o Javier Nart.

## Resultados electorales
| Comicios | # de votos | % de votos | Escaños | Notas                            |
| -------- | ---------- | ---------- | ------- | -------------------------------- |
| 1977     | 816.582    | 4,46%      | 6/350   | En coalición con otros partidos. |